# Route régionale 27 (Tunisie)
Pour les articles homonymes, voir Route 27.
La route régionale 27 ou RR27 est un axe routier secondaire de Tunisie.

## Tracé
Elle prend son origine à l'échangeur de la RN1 à Turki et se dirige vers le Sud-Sud-Est jusqu'à la gare de Nabeul, en traversant les localités de Balli, Mahadhba, Henchir Kort et Aïn Kmicha. Cette première section est à 2 x 2 voies de Turki jusqu'à l'entrée dans la médina de Nabeul, une rocade de contournement de Nabeul prenant le relais à 2 x 2 voies pour le trafic périubain. En zone urbaine, le tracé de la route se dirige ensuite parallèlement à la côte et se superpose avec la rue Ali-Belhouane à Nabeul, le boulevard de l'Environnement à Dar Chaâbane et la rue de la République à Béni Khiar.
À partir du point kilométrique (PK) 27, au rond-point de la sortie de Béni Khiar, jusqu'au PK 80 à Kélibia, la route se dirige vers le Nord-Nord-Est en passant par la zone industrielle d'El Mazraa et les villes de Tazarka, Korba et Menzel Temime. De même, cette section est aménagée en 2 x 2 voies, les villes de Korba et l'agglomération de Menzel Temime et Sidi Jameleddine étant munies de rocades de contournement.
La dernière section de la RR27 se poursuit du centre-ville de Kélibia jusqu'à El Haouaria, où elle se connecte avec la RR26. Elle traverse les petites villes de Hammam Jebli et de Dar Allouch (en passant à proximité de Kerkouane et son site archéologique punique) et les hameaux de Henchir Qasr Ghalleb, Sidi Madhkour et Echraf.

## Éléments remarquables
Sur la portion littorale entre Korba à Kélibia, la topographie et l'hydrologie de la région imposent l'utilisation d'une très grande quantité d'ouvrages d'art : ponts pour franchir les oueds (oued El Kébir au PK 28, oued Dharroufa au PK 36, oued Abidis au PK 42, oued Chiba au PK 54, oued Lebna au PK 63, oued Tafekhsit au PK 75, oued El Hjar au PK 78 et oued Mankaa au PK 80) et ouvrages hydrauliques transversaux permettant la continuité des écoulements naturels traversés par la route. Ceci est particulièrement important quand la route longe les lagunes littorales, parallèles au rivage et séparées par un cordon dunaire de un à trois mètres de haut et 10 à 40 mètres de large : les lagunes du cap Bon oriental de Korba Nord (complexe lagunaire Ech-Cherguia/Gsar Ghaleb/El Bkir), de Tazarka (Sebkha Al Gharbia) et d'El Maâmoura (Sebkha Sidi Ahmed Ben Daoued) sont des zones humides critiques pour la biodiversité aviaire, mais aussi la genette (Genetta genetta) et la mangouste (Herpestes ichneumon) et protégées par la convention de Ramsar.

## Impact économique
Le gouvernorat de Nabeul est constitué de petits villages qui se développent aux alentours des axes routiers. La RR27 est la desserte principale du cap Bon et sa connexion à l'autoroute A1 via la RR26 de Kélibia à Nabeul et de Nabeul vers Tunis. C'est l'axe principal par lequel sortent les productions agricoles du cap Bon (qui représentent 15 % de la production agricole tunisienne sur seulement 4 % des surfaces totales du pays). Une partie significative de cette production représente de forts volumes hautement périssables (fraises, cultures maraîchères comme des salades) transportés par des flottilles de petits camions hors du gouvernorat tandis que d'autres productions extérieures au gouvernorat y sont amenées pour être transformées (poivrons en harissa, tomates en produits de conserve).
Une autre particularité économique des communes urbaines de la région est l'importance de l'artisanat, du point le plus éloigné (meubles à Kélibia) au plus proche (sculptures sur pierre de Dar Chaâbane, sparterie et poterie à Nabeul), et dont l'essentiel de la production, destinée aux autres gouvernorats voire à l'étranger, est transportée par la route.